# Jo Valentine, Baroness Valentine

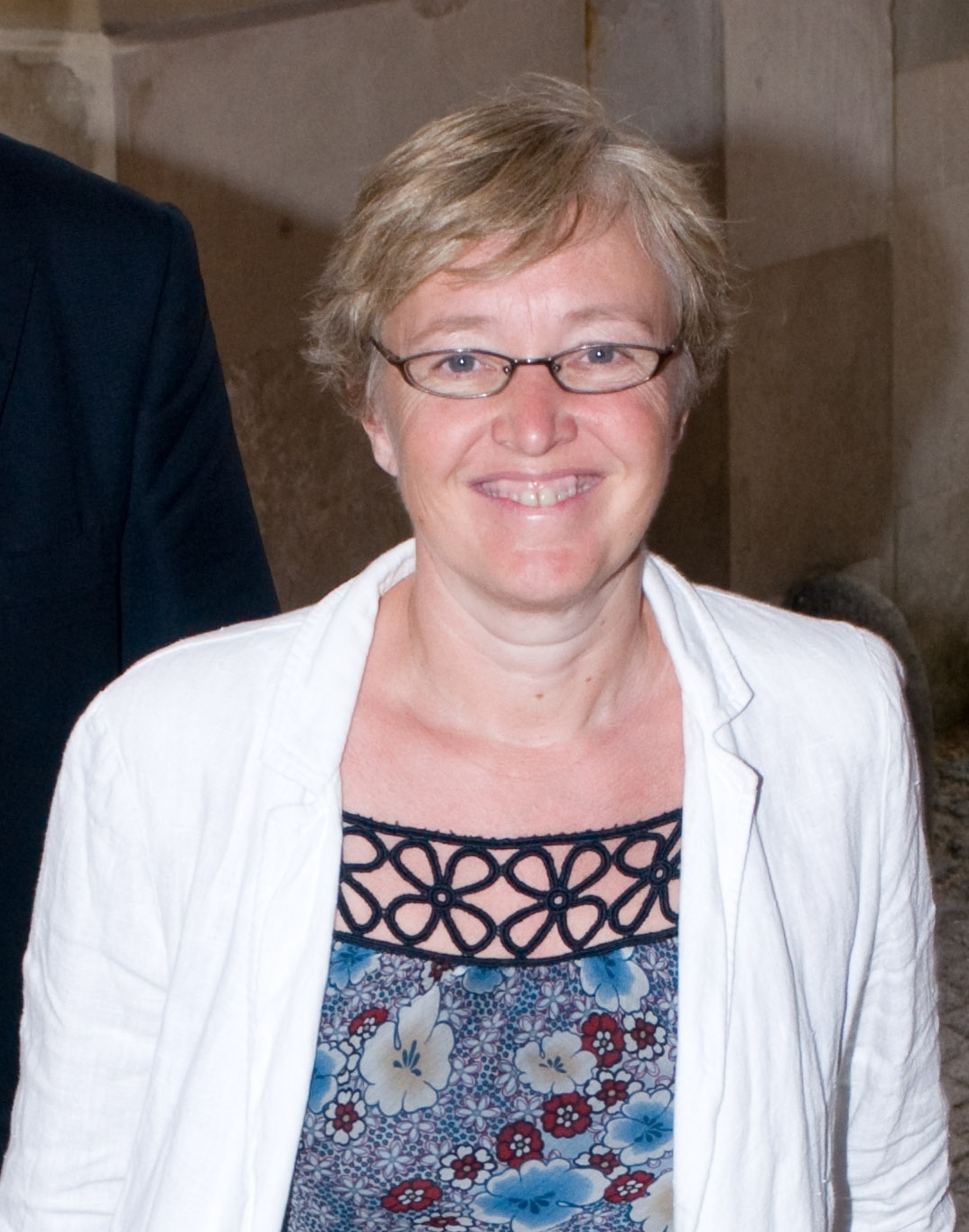
Jo Valentine, Baroness Valentine (2011)

Josephine „Jo“ Clare Valentine, Baroness Valentine (* 8. Dezember 1958) ist eine britische Managerin, die seit 2003 Chief Executive Officer (CEO) von London First und seit 2005 Mitglied des House of Lords ist.

## Leben
Nach dem Besuch der St Paul’s Girls’ School absolvierte Jo Valentine ein Studium der Mathematik und Philosophie am St Hugh’s College der University of Oxford. Anschließend begann sie ihre berufliche Laufbahn bei der Barings Bank, bei der sie erste weibliche Managerin im Bereich Corporate Finance und Planung wurde. 1988 gründete sie während einer Abordnung von der Barings Bank die Public Private Partnership The Blackburn Partnership zur Planung der Neugestaltung von Blackburn nach der Krise in der Textilindustrie. 1990 wechselte sie zum Industriegasunternehmen The BOC Group als Leiterin der Corporate Finance- und Planungsabteilung, ehe sie 1995 mit der Central London Partnership (CLP) eine ähnliche Institution wie The Blackburn Partnership leitete.
1997 wechselte sie als Geschäftsführerin zu London First, eine Non-Profit-Organisation von Unternehmen zur Verbesserung der wirtschaftlichen Lage in London durch den Kontakt zur nationalen und kommunalen Verwaltung. Daneben war Jo Valentine, die seit 2003 Chief Executive Officer (CEO) von London First ist, zwischen 2000 und September 2005 Mitglied der National Lottery Commission.
Am 10. Oktober 2005 wurde sie durch ein Letters Patent als Life Peeress mit dem Titel Baroness Valentine, of Putney in the London Borough of Wandsworth, in den Adelsstand erhoben. Am 25. Oktober 2005 folgte ihre Einführung (Introduction) als Mitglied des House of Lords. Im Oberhaus gehört sie zur Gruppe der parteilosen Peers, den sogenannten Crossbencher.
Daneben engagiert sich Baroness Valentine als Mitglied der Direktorien von TP70 2008(ii) VCT plc und Peabody Trust sowie als Honorary Fellow des St Hugh’s College.